# Una cascata tutta d'oro
Una cascata tutta d'oro (Le ruffian) è un film del 1983 diretto da José Giovanni, tratto da un romanzo dello stesso regista.

## Trama
Aldo è un vecchio avventuriero che dopo aver viaggiato in lungo e in largo si ritrova a lavorare in una miniera d'oro, in un angolo isolato nel cuore delle 
catene montuose canadesi. Un giorno, banditi pesantemente armati e senza scrupoli attaccano i dipendenti e le guardie della miniera. Solo Aldo e due indiani riescono a nascondersi. Decidono di sparire insieme, prendendo le scatole di pepite d'oro. Ma, rendendosi conto che i due indiani non hanno buone intenzioni nei suoi confronti, alla prima occasione Aldo prende l'iniziativa di distaccarsi dalla compagnia. Continua il suo viaggio lungo un fiume in canoa. Si accorge in extremis di essere arrivato in cima a una cascata. Riesce a cavarsela, ma il prezioso carico rotola nelle rapide.
Riprende il suo viaggio e raggiunge Montreal, dove incontra il suo migliore amico Gérard, che, a seguito di un incidente automobilistico, di cui Aldo si sente responsabile, ha perso i suoi arti. Questa è anche la sua vera motivazione per acquisire l'oro: la fortuna lasciata sotto la cascata gli permetterebbe di pagare un intervento all'amico affinché possa riprendere l'uso delle gambe. Trova anche la Baronessa, un'ex amante che gestisce un bar. Aldo annuncia loro la notizia: ora sono tutti milionari, ma a condizione che tutti partecipino alla spedizione per recuperare il tesoro.

## Produzione
Le riprese si svolsero in Canada, in particolare: nel parco nazionale Yoho, a Golden e Invermere, nella Columbia Britannica, e a Montreal.

## Distribuzione
Il film fu distribuito in Francia il 12 gennaio 1983 e in Canada il 20 gennaio 1984; in Italia non fu distribuito nei cinematografi, ma venne mandato in onda direttamente in televisione, su Raidue il 30 gennaio 1987, in ciclo denominato Dalla Francia con divismo – Quattro inediti per la televisione.

## Accoglienza

### Critica
(Claude Bouniq-Mercier)